# Annie Gallup
Annie Gallup ist eine US-amerikanische Folksängerin, Gitarristin und Songwriterin.

## Leben und Werk
Annie Gallup ist in Ann Arbor, Michigan aufgewachsen, wo sie an der University of Michigan Kunst studiert hat. Als Kind nahm sie Tanzunterricht, aber schon bald wurde Musik, speziell Country-Blues, ihre große Leidenschaft. Gallup begann Gitarre zu spielen und eignete sich Licks von den Alben von Mississippi John Hurt, Doc Watson und Dave Van Ronk an.
Für Gallup war es selbstverständlich, dass sie ihre eigenen Lieder schreibt, die von der Kritik gerne als "Bewusstseinsstrom-Sprech-Folk" mit Musikbegleitung bezeichnet werden: "Gallup hört sich wie die musikalische Tochter von Joni Mitchell und Lou Reed" an, wurde über Gallup wiederholt geschrieben. Diese Mischung ist deutlich bei Gallups Lied "Blue Dress" von ihrem Album "Courage My Love" (1998) zu hören, das atmosphärisch zudem an das Andy-Warhol-Erinnerungsalbum Songs For Drella (1990) von Lou Reed und John Cale erinnert.
Annie Gallup hat bislang neun Alben und eine EP veröffentlicht. Auf dem Rachel-Bissex-Tribute-Album Remembering Rachel: Songs Of Rachel Bissex (2005) ist sie mit deren Lied Angel zu hören. Auf dem Cover ihres Albums Swerve präsentiert sich Annie Gallup mit ihrer Lieblingsgitarre Gibson Blueshawk, mit der sie nicht nur auf ihrer Homepage, sondern auch auf zahlreichen Konzertfotos zu sehen ist.
Gallup lebt heute in Santa Barbara, Kalifornien, wo sie gemeinsam mit Peter Gallway das Folkmusik-Duo Hat Check Girl bildet, das seit 2010 drei Alben eingespielt hat.

## Diskografie

### Solo-Alben
- Cause and Effect (1994)
- Backbone (1996)
- Courage My Love (1998)
- Steady Steady Yes (1999)
- Swerve (2001)
- Pearl Street (2005)
- Selected Songs 1994-2004 (2005) (Promotion-CD)
- Half Of My Crime (2006)
- Ortho Songs (2006) (EP)
- Weather (2010)
- Little Five Points (2012)
- Ghost (2015)
- Lucy Remembers Her Father (2017)

### Im DuoHat Check Girl
- Weather (2010)
- Six Bucks Shy (2011)
- Road To Red Point (2012)